# حوكمة مفتوحة المصدر

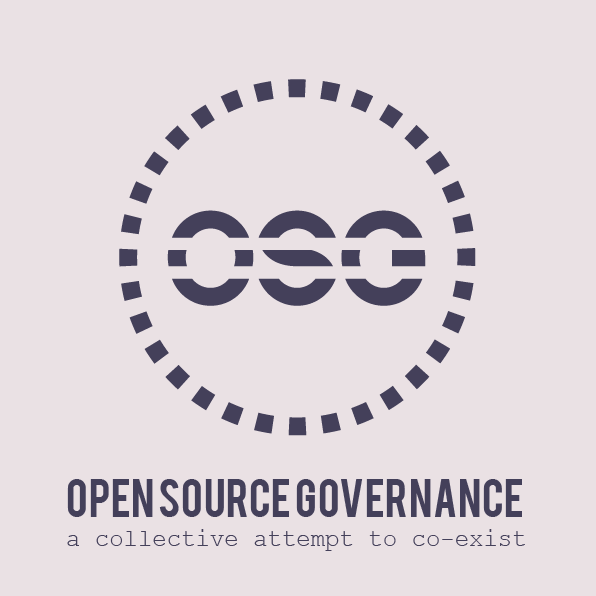

الحوكمة مفتوحة المصدر هي فلسفة سياسية تدعو إلى تطبيق الفلسفات الخاصة بالحركات ذات المصدر المفتوح والمحتوى المفتوح لمبادئ الديمقراطية من أجل تمكين أي من المواطنين المهتمين من المساهمة في تكوين السياسة، كما هو الحال مع وثائق ويكي. وتتاح التشريعات بشكل ديمقراطي للمواطنين عمومًا لتوظيف حكمتهم الجماعية لصالح عملية صنع القرار وتحسين العملية الديمقراطية.
تختلف النظريات حول كيفية تقييد هذه المشاركة أو الحد منها أو التمكين من ممارستها ولكن بالقدر نفسه مثل أي فلسفة أو أيديولوجية سياسية أخرى. ووفقًا لذلك فلا توجد نظرية واحدة سائدة لكيفية تأليف التشريعات باستخدام هذا الأسلوب. وهناك مجموعة كبيرة من المشروعات والحركات التي تعمل على بناء نظم الحوكمة مفتوحة المصدر.

## تطبيقات المبادئ
هناك العديد من التطبيقات قد تطورت واستخدمت من قبل مؤسسات ديمقراطية فعلية في الدول المتقدمة:
- آليات الحوكمة المفتوحة بما في ذلك تلك المتعلقة بالمشاركات والمساهمات العامة، كاستخدام برمجيات مثل أيديا سكيل (IdeaScale)، وجوجل موديراتور (Google Moderator)، وسيمانتك ميدياويكي (Semantic MediaWiki)، وغيرها من البرمجيات الأخرى من قبل الحكومات القائمة بالفعل - وقد تم تطوير هذه الآليات بشكل جيد، وبصفة خاصة في المملكة المتحدة والولايات المتحدة الأمريكية.[4]
- منتديات السياسات المفتوحة، وثائق الويكي بشكل ثابت، حيث يمكن مناقشة القضايا والحجج السياسية، سواء داخل إطار الأحزاب السياسية أو فيما بينها، وهي تتخذ ثلاثة أشكال مختلفة:
  - تطوير برنامج الحزب السياسي، حيث يتم التماس الأفكار من أي شخص أو تقريبًا من أي شخص، وتتم مناقشتها علنًا إلى حد ما ولكن تصنيف المصادر وتكريسها لتطوير الأفكار يظل مقتصرًا على أعضاء الحزب أو الداعمين له. ويعد البديل هو مجموعات تفكير غير حزبية أو مجموعات تطوير البرامج من المواطنين المؤيدين كما أصبح شائعًا في كندا، على سبيل المثال معهد دومينيون (Dominion Institute) لسياسات ويكي.[5]
  - منتديات صحافة المواطن تخضع لقواعد أكثر صرامة لضمان علاقات قوى متساوية أكثر مما عليه الحال في المدونات، وهي مصممة بدقة لتحقيق التوازن بين التشهير وقوانين حرية التعبير الخاصة بالولاية القضائية المحلية (اتباع القوانين بشكل صارم يعتبر جزءًا من نموذج السياسة المفتوحة). وأشهر مثال على ذلك سورس وواتش (Sourcewatch).
  - آليات الحزب المفتوح هي للتحكم الفعلي وتسيير عمل الأحزاب السياسية دون اللجوء إلى السياسة الداخلية المعتادة وجماعات المصالح التي استحوذت بمرور الزمن على مثل هذه الأحزاب؛ وقد كانت هذه التجارب محدودة وتأخذ عادة شكل الأطراف التي تديرها بواسطة الاستفتاءات أو عبر الإنترنت - ولم تحقق أي منها أي تمثيل في أي برلمان في أي مكان في الدول الديمقراطية.
- الآليات المختلطة التي تحاول توفير التغطية الصحفية، وتطوير البرامج السياسية، وتتمتع بالشفافية السياسية، وتقديم المشورة الإستراتيجية، ونقد الحكومة الحاكمة من الحزب نفسه جميعها معًا في الوقت نفسه. وأشهر مثال على ذلك ديكوسوبيديا (Dkosopedia).

هناك بعض النماذج التي تعد أكثر تطورًا بشكل ملحوظ من وثائق ويكي البسيطة، وتتضمن العلامات الدلالية، أو مستويات من الرقابة، أو سجلاً بالنزاعات غير المباشرة - ولكن تعد هذه دائمًا مخاطر تمكين مجموعة من المشرفين أكثر مما سيكون عليه الحال بحكم موقع الثقة الخاص بهم داخل الكيان الديمقراطي - بشكل مواز لمشكلة ويكي الشائعة والخاصة بأعمال التخريب من قبل الأشخاص المكلفين بالسلطة بواسطة المالكين أو الناشرين (ما يسمى «مشغل أعمال التخريب» أو «الرقابة الإدارية»).

## السياسة المشتركة المتزامنة
بعض المؤيدين لهذه الأساليب، باستخدام القياس لكود البرمجيات، يجادلون من أجل «تعليمات برمجة أساسية» في شكل مجموعة من السياسات التي تم الاحتفاظ بها في السجل العام وهي تكون بذلك قابلة للتكرار اللانهائي. ولقد تم طرح «توزيع» لهذه القاعدة السياسية (دوريًا أو ديناميكيًا) للاستخدام في المحليات التي تستطيع تطبيق «مجموعات» لتخصيصها لاستخدامهم الخاص. وتستطيع المحليات كذلك وقف الاشتراكات الخاصة بقاعدة السياسة المركزية و«توزيعها» أو تبني قاعدة سياسية لشخص آخر. وفي الواقع تنشأ الحكومة نتيجة للتعاون والتصويب الذاتي بين أفراد المجتمع. حيث يتم وضع السياسات موضع التنفيذ في عدد من المحليات، ويتم تحديد المشكلات والقضايا وحلها، وحيث يتم نقلها بشكل مناسب مرة أخرى إلى المنشأ.
على سبيل المثال لقد ذكرت هذه الأهداف غالبًا خلال تجارب حزب الخضر الكندي باستخدام برنامج سياسي مفتوح. وبوصفه واحدًا من أكثر من مائة هيئة وطنية تنتمي لحزب الخضر على مستوى العالم والقدرة على تنسيق السياسات بين المقاطعات والبلديات داخل كندا، فقد كان في وضع جيد للحفاظ على مستودع السياسات هذا على الرغم من كونه منفصلاً قانونيًا عن الهيئات الأخرى.

## معلومات تاريخية
صُمم مشروع «إيمجن هاليفاكس» (Imagine Halifax) لإنشاء منتدى للمواطنين للانتخابات في منطقة هاليفاكس الحضرية|مدينة هاليفاكس بنوفا سكوشا في خريف عام 2004. وقد أسستها أرملة توكر جومبيرج، وهو مناصر بارز للجمع بين طريقتي العمل المباشر والسياسات المفتوحة، وقد عملت إيمجن هاليفاكس على جمع عشرات النشطاء معًا من أجل إعداد برنامج (باستخدام اللقاءات الحية والبريد الإلكتروني ومتابعة مصنفات ويكي). وعندما اتضح أن المشاركين لا يمكنهم جميعًا تأييد جميع عناصر البرنامج، فتحول حينها إلى أسئلة للمرشحين في الانتخابات. لقد تم الجمع بين أفضل الأفكار من المرشحين مع أفضل الأفكار من النشطاء - وعكست النتيجة النهائية مزيجًا من التقارب والأصالة. وعلى النقيض من معظم هذه الاستبيانات فقد كان من السهل بالنسبة للمرشحين التفوق من خلال مشاركة الفكر الأصلي عن مجرد استخدام الموافقة. ولم يشارك آندرو يونجر، وهو أحد محققي أعلى النتائج، في المشروع بشكل رئيسي ولكن تم انتخابه وظهر على شاشات التلفاز مع قائد المشروع مارتن ويلسون. ولم يغير المشروع فقط هدفه الأصلي من كونه برنامجًا حزبيًا إلى استبيان للمواطنين، بل جند مرشحًا لم يكن مشاركًا من قبل في قضيته خلال الانتخابات. وكان من أبرز نتائج هذا الجهد مسرد لحوالي 100 كلمة رئيسية ذات صلة بقوانين البلدية.
لقد كانت المنصة الحية الخاصة بحزب الخضر الكندي في عامي 2004 - 2005 تمثل جهدًا أكثر تخطيطًا وتصميمًا في مجال السياسة المفتوحة. حيث إن الحزب قد أعد نفسه للنجاح الانتخابي في الانتخابات الفيدرالية الكندية عام 2004، فقد بدأ حزب الخضر الكندي في تجميع آراء المواطنين والأعضاء والخبراء من أجل الإعداد لبرنامجه. وقد تم تجميع المساهمات خلال فترة الانتخابات حتى من متصيدي الإنترنت بما في ذلك أنصار الأحزاب الأخرى، مع عدم وجود مشكلات رئيسية: كما تم احترام رغبة المشارك في أن يظل مجهولاً ولم يتم تعديل التعليقات إذا كانت ضمن اتفاقية شروط الاستخدام لجميع المشاركين. وعلى الرغم من النجاح المبكر أو ربما بسببه فقد خرج عن مساره بسبب جيم هاريس، رئيس الحزب، عندما اكتشف أنه يمثل تهديدًا لمكانته باعتباره رئيسًا للحزب. لقد انفصلت المنصة الحية بوصفها خدمة مختلفة بالكامل عن سيطرة حزب الخضر الكندي وتطورت في النهاية إلى OpenPolitics.ca ونوع من الخدمات لتعزيز استخدام الويكي بين المواطنين والجماعات السياسية.
لقد اعتمد حزب الأحرار الكندي سياسة عميقة في تجديد جهوده بالتزامن مع السباق القيادي في عام 2006. بينما بذل المرشحون في السباق، وبشكل خاص كارولين بينيت، وستيفان ديون، ومايكل إغناتييف، الكثير من الجهود من أجل تسهيل محادثات الإنترنت المترابطة التي تحركها السياسة بين الأنصار، وقد فشل الجميع في خلق علاقات جانبية وبالتالي فشلوا أيضًا في المساهمة بشكل كبير في جهود تجديد السياسة.
العديد من المشروعات المختلفة للغاية المتعلقة بالحوكمة مفتوحة المصدر قد تعاونت تحت مظلة مشروع الحكومة المتغيرة (Metagovernment) ; ويستخدم المشروع مصطلح «الحوكمة التعاونية»، ومعظم هذه المشروعات تقوم ببناء منصات حوكمة مفتوحة المصدر.
حزب: الديمقراطية الفعالة (Aktivdemokrati) وهو حزب تابع لمنهج الديمقراطية المباشرة، الذي خاض سباق الترشح للبرلمان السويدي. ومنظمة مختبر الديمقراطية (Democracylab.us) هي منظمة غير ربحية في بورتلاند أوريغون بموجب قانون (501 (c) 3) للمنظمات غير الربحية، وبالمشاركة مع منظمة 150 مشروع في أوريغون، تم تكوين مؤسسات بحثية عامة على الإنترنت حيث يتم تحديد السياسة من خلال تصويت المستخدمين، والسعي للاتصال بالأشخاص ذوي القيم للتمسك بمواقفهم بشأن القضايا والسياسات التي يؤيدونها. وفوتورولا (Votorola) هو برنامج لبناء توافق الآراء والتوصل إلى قرارات على المستويات المحلية والوطنية والعالمية. ولقد كان مشروع البيت الأبيض 2 (White House 2) الذي استعان ببيانات التعهيد الجماعي المستمدة من جدول أعمال الولايات المتحدة، «تخيل كيف يمكن أن يعمل البيت الأبيض إذا كانت تتم إدارته بشكل ديمقراطي تمامًا عن طريق آلاف الأشخاص على الإنترنت». ولقد طورت ويكيكراسي (Wikicracy) وهي منصة قائمة على ميدياويكي تستخدم معظم معايير السياسات مفتوحة المصدر. وهذه الجهود الشعبية قابلتها مبادرات حكومية تسعى لتحقيق الأهداف نفسها. قائمة بهذه المنظمات وما شابهها وأيضًا لمنظمات أخرى أكثر شمولاً متاحة من مصادر خارجية.
بيئة عمل مستقبل ملبورن (Future Melbourne) هي بيئة عمل تعاونية قائمة على ويكي من أجل تطوير خطة ملبورن لعشر سنوات. وهي تتيح أثناء فترات المشاورات العامة أن يقوم الجمهور بتحرير الخطة مع التمتع بحقوق التحرير نفسها التي يتمتع بها موظفو المدينة ومستشاريها.
كانت مراجعة قانون شرطة نيوزيلندا تستخدم ويكي للحصول على تعليقات الجمهور أثناء فترة المشاورات العامة لمراجعة القوانين.

## السياسات مفتوحة المصدر كنظرية متميزة
في نظرية السياسة مفتوحة المصدر، وهي تطبيق محدود للحوكمة مفتوحة المصدر، يتم الجمع بين مفاهيم البرمجيات الحرة وحركات المحتوى المفتوح، وتزعم طرق تعزيز عملية اتخاذ القرار بأنها أكثر انفتاحًا وأقل عدائية وأكثر قدرة على تحديد ما يمثل المصلحة العامة مع مراعاة قضايا السياسات العامة. وهي تتطلب عناية خاصة على سبيل المثال للتعامل مع خلافات حقوق الملكية والحدود الجغرافية والتشهير في مقابل حرية الخطاب السياسي ومساءلة الأشخاص المتضررين بهذه القرارات والقوانين الفعلية الدائمة ومؤسسات السلطة القضائية. وهناك أيضًا المزيد من التركيز على تجميع المواقف الفعلية التي اتخذتها الهيئات الحقيقية أكثر من التركيز على تطوير «أفضل» الإجابات النظرية أو «الحلول». من هذه الأمثلة، موقع قاعدة بيانات الخطاب (DiscourseDB)، فهو يعرض المقالات المؤيدة والمعارضة لموقف ما دون تنظيم الحجج أو تقديم الأدلة بأي شكل من الأشكال.
في حين أن البعض يفسرها كمثال على «السياسة مفتوحة المصدر»، فإن السياسة مفتوحة المصدر ليست نظرية من أعلى إلى أسفل ولكنها مجموعة من أفضل الممارسات من صحافة المواطن، والديمقراطية التشاركية، والديمقراطية التداولية، التي يتم تبليغها بواسطة تجارب الديمقراطية الإلكترونية والشبكات الشعبية، في تطبيق إطار عمل المباحثات على الحجة القائمة على القضية حيث نشأت في الاستخدام الأكاديمي والعسكري خلال ثمانينيات القرن العشرين وحتى الآن. بعض المتغيرات تعتمد على نظرية المنهج العلمي وآلية الأسعار بما في ذلك التنبؤ بالأسواق والديمقراطية الاستباقية.
ويشارك أنصارها غالبًا في الضغط القانوني والدعوة إلى تغيير القوانين مباشرة باستخدام طريقة التطبيقات التكنولوجية الأشمل، على سبيل المثال معارضة قضايا التشهير السياسي في كندا ومكافحة التهديد بالتشهير بشكل عام، والدعوة لتوضيح قوانين الخصوصية وحقوق الإنسان لا سيما لارتباطها بصحافة المواطن. وهي أقل تركيزًا على الأدوات على الرغم من أن منصات سيمانتك ميديا ويكي وتيكي ويكي (tikiwiki) تبدو أنها المفضلة بشكل عام عن جميع المنصات الأخرى.

## الاستشهادات
1. ↑  Open-source democracy: how online communication is changing offline politics by Douglas Rushkoff, published by Demos. Page 56 et al نسخة محفوظة 03 يناير 2014 على موقع واي باك مشين.
2. ↑  List of related projects نسخة محفوظة 24 يوليو 2018 على موقع واي باك مشين.
3. ↑  Service-oriented architecture governance for the services driven enterprise; Eric A. Marks نسخة محفوظة 11 مايو 2020 على موقع واي باك مشين.
4. ↑  Knowledge governance: processes and perspectives; Snejina Michailova, Nicolai J. Foss, مطبعة جامعة أكسفورد. Page 241 et al "نسخة مؤرشفة". مؤرشف من الأصل في 2020-04-14. اطلع عليه بتاريخ 2020-04-14.{{استشهاد ويب}}:  صيانة الاستشهاد: BOT: original URL status unknown (link)
5. ↑  As one experiment ends, a new one begins for Policy Wiki The Globe and Mail / Dominion Institute policywiki نسخة محفوظة 24 ديسمبر 2011 على موقع واي باك مشين. [وصلة مكسورة]
6. ↑  Decision Making Handout نسخة محفوظة 23 مارس 2012 على موقع واي باك مشين.
7. ↑  Liberal Party of Canada Renewal Commission, Notes from Task Force on Women Meeting نسخة محفوظة 31 مايو 2020 على موقع واي باك مشين.
8. ↑  Liberal Party of Canada نسخة محفوظة 02 فبراير 2018 على موقع واي باك مشين.
9. ↑  Metagovernment Member projects نسخة محفوظة 27 مايو 2017 على موقع واي باك مشين. [وصلة مكسورة]
10. ↑  collaborative governance نسخة محفوظة 03 أغسطس 2017 على موقع واي باك مشين.
11. ↑  Aktivdemokrati (Swedish) نسخة محفوظة 09 يوليو 2017 على موقع واي باك مشين.
12. ↑  Oregon 150 Project نسخة محفوظة 20 سبتمبر 2018 على موقع واي باك مشين.
13. ↑  DemocracyLab نسخة محفوظة 03 مارس 2018 على موقع واي باك مشين.
14. ↑  Votorola نسخة محفوظة 13 أكتوبر 2012 على موقع واي باك مشين.
15. ↑  White House 2 نسخة محفوظة 13 يونيو 2015 على موقع واي باك مشين.
16. ↑  Wikicracy
17. ↑  Future Melbourne نسخة محفوظة 14 مارس 2020 على موقع واي باك مشين.
18. ↑  New Zealand Police Act Review نسخة محفوظة 21 أبريل 2009 على موقع واي باك مشين.